# 九龍巴士43B線
九龍巴士43B線是由九巴營運的一條香港新界巴士路線，來往青衣（長青邨）及荃灣西站。

## 歷史
此路線是其中一條青衣往來荃灣市中心的路線，而其出現更取代了43線往來青衣南至荃灣之間的「一哥」地位。此路線除青衣碼頭及荃灣西站外，原本與243M線重疊，直至2022年12月起改行青山公路，才出現明顯分工。
- 1988年2月15日：路線配合青荃橋通車而投入服務，當日上午11時舉辦首航禮 （页面存档备份，存于）
- 2003年10月26日：為配合荃灣西站公共運輸交匯處啟用及西鐵即將通車，路線由荃灣碼頭總站延至荃灣西站總站。
- 2004年10月2日：開始提供空調巴士服務。
- 2011年9月11日：此路線提升至全空調服務[1]。
- 2014年12月18日：增設到站時間預報。[2]
- 2022年12月19日：來回改經德士古道及青山公路－荃灣段，不經沙咀道。[3]

## 服務時間及班次
| 青衣（長青邨）開 | 青衣（長青邨）開 | 青衣（長青邨）開 | 荃灣西站開       | 荃灣西站開  | 荃灣西站開   |
| 日期             | 服務時間         | 班次（分鐘）     | 服務日期         | 服務時間    | 班次（分鐘） |
| ---------------- | ---------------- | ---------------- | ---------------- | ----------- | ------------ |
| 星期一至五       | 05:40-06:10      | 15               | 星期一至五       | 06:15-11:55 | 20           |
| 星期一至五       | 06:10-08:10      | 12               | 星期一至五       | 11:55-21:55 | 15           |
| 星期一至五       | 08:10-11:10      | 15               | 星期一至五       | 21:55-00:00 | 25           |
| 星期一至五       | 11:10-14:10      | 12               | 星期六           | 06:15-07:35 | 20           |
| 星期一至五       | 14:10-16:10      | 15               | 星期六           | 07:35-13:50 | 15           |
| 星期一至五       | 16:10-20:30      | 20               | 星期六           | 13:50-17:50 | 12           |
| 星期一至五       | 20:30-23:50      | 25               | 星期六           | 17:50-19:00 | 10           |
| 星期六           | 05:40-07:10      | 15               | 星期六           | 19:00-20:00 | 12           |
| 星期六           | 07:10-14:10      | 12               | 星期六           | 20:00-23:00 | 15           |
| 星期六           | 14:10-20:10      | 15               | 星期六           | 23:00-00:00 | 20           |
| 星期六           | 20:10-23:50      | 20               | 星期日及公眾假期 | 06:15-09:55 | 20           |
| 星期日及公眾假期 | 05:40-07:00      | 20               | 星期日及公眾假期 | 09:55-15:10 | 15           |
| 星期日及公眾假期 | 07:00-10:00      | 15               | 星期日及公眾假期 | 15:10-18:10 | 12           |
| 星期日及公眾假期 | 10:00-14:00      | 12               | 星期日及公眾假期 | 18:10-20:40 | 15           |
| 星期日及公眾假期 | 14:00-20:00      | 15               | 星期日及公眾假期 | 20:40-21:00 | 20           |
| 星期日及公眾假期 | 20:00-21:20      | 20               | 星期日及公眾假期 | 21:00-21:30 | 15           |
| 星期日及公眾假期 | 21:20-23:50      | 25               | 星期日及公眾假期 | 21:30-00:00 | 25           |

## 收費
全程：$5.5
- 過青荃橋後往青衣（長青邨）：$5.1

| - 本線設有12歲以下小童及65歲或以上長者半價優惠。 - 65歲或以上香港居民使用「樂悠咭」，以及12歲以下合資格殘疾兒童使用「殘疾人士身份」個人八達通繳付車資，均可享有每程$2.0或半價（以較低者為準）的票價優惠；12至64歲合資格殘疾人士使用「殘疾人士身份」個人八達通（包括「樂悠咭」），以及60至64歲香港居民使用「樂悠咭」繳付車資，均可享有每程$2.0或全費（以較低者為準）的票價優惠。 - 65歲或以上長者如使用長者或一般個人八達通繳付車資，則只可享有半價優惠；12至64歲合資格殘疾人士如不使用「殘疾人士身份」個人八達通，以及60至64歲人士如不使用「樂悠咭」繳付車資，必須繳付全費。 - 乘客可以現金或八達通於上車時付款，不設找續。 - 每位成人乘客可免費攜帶最多兩名4歲以下而不佔座位的兒童乘客乘車，超額之4歲以下小童必須繳付小童車費乘車。 - 持有「九巴月票」之乘客在車票有效期內，每日可享最多10程任何九龍巴士及龍運巴士路線（包括本路線，以及聯營路線的九龍巴士／龍運巴士提供的班次；惟乘搭機場「A」及「NA」線則可享原價二七折優惠（不會計算每天10次合資格車程））；而B1線則每日可享最多各2程（不會計算每天10次合資格車程）。 - 九龍巴士、城巴、龍運巴士及陽光巴士全職員工及家屬（不包括外判職員）可免費乘搭本路線，惟必須拍職員或職員家屬八達通。 - 乘客亦可透過多元化電子支付系統（e度嘟）繳付車資，包括使用非接觸式VISA卡、JCB卡、萬事達卡、銀聯卡、美國運通、大來國際、Discover Card、Apple Pay、Google Pay、Samsung Pay、AlipayHK「易乘碼」、支付寶、WeChatHK／微信支付「搭車碼」、銀聯雲閃付「乘車碼」及BOC Pay「乘車碼」。乘客使用此付款方式，使用此支付方式的乘客可享有中途下車之分段收費，以及與其他九巴／龍運獨營路線或聯營線九巴／龍運班次之轉乘優惠，惟不適用於與非九巴／龍運路線之轉乘優惠，亦不能享有「公共交通費用補貼計劃」及「長者及合資格殘疾人士公共交通票價優惠計劃」。 |

### 八達通轉乘優惠
乘客登上本線後150分鐘內以同一張八達通卡轉乘以下路線，或從以下路線登車後150分鐘內以同一張八達通卡轉乘本線，次程可獲車資折扣優惠：
43B←→ 290、290A、290E、290X，次程可獲$4.2折扣優惠
- 43B往荃灣西站 → 290、290A、290E、290X往將軍澳
- 290、290A、290E、290X往荃灣西站→ 43B往長青

## 使用車輛
按照路線計劃，九巴本想以青衣島路線的開荒用車「雞車」利蘭勝利二型行走，但由於九巴已料到其不途經葵涌的定線及路線的性質將供不應求，為顧及新發展區如長安邨的新增客量，因此自開辦以來一直獲得最高規格的車務待遇，如來往東九龍的42一樣，還明令除車務調動或缺車外，只能採用12米巴士行走。當時採用三扇車門設計的丹尼士巨龍（3N）及利蘭奧林比安（3BL）巴士，載客量逾160人，足以應付龐大的通勤人流且迅速疏導乘客，及後以最高派車規格的青衣巴士線也包括行經城門隧道的49X。到1990年代改用丹尼士巨龍11米非空調巴士（S3N）。
現時本線使用5輛斯堪尼亞K310UD 12米（ASU）及2輛Enviro500 MMC 12米（ATENU），均屬青衣車廠。部份時間會加入亞歷山大丹尼士Enviro 500 MMC 12.8米 （3ATENU）巴士。
| 車隊編號 | 車牌   |
| -------- | ------ |
| ASU5     | PC2872 |
| ASU7     | PC3026 |
| ASU11    | PC3851 |
| ASU14    | PC4423 |
| ASU15    | PC3112 |
| ATENU559 | TL5811 |
| ATENU654 | TP1365 |

## 行車路線

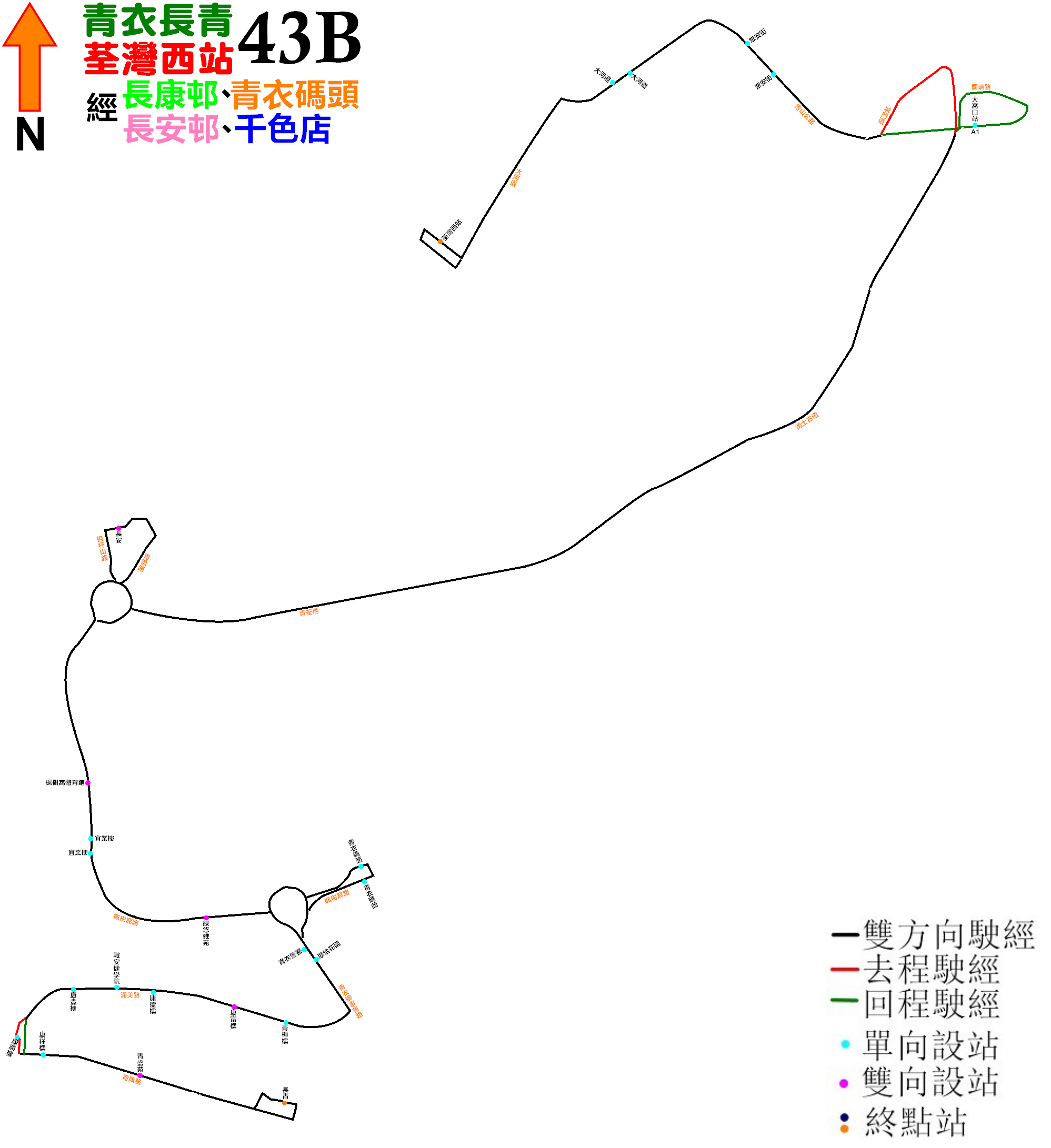
此線的走線圖

青衣（長青邨）開經：青康路、涌美路、青衣鄉事會路、楓樹窩路、青衣碼頭巴士總站、楓樹窩路、担杆山交匯處、青敬路、長安巴士總站、担杆山路、担杆山交匯處、青荃路、德士古道、德士古道北、城門道、青山公路－荃灣段及大河道。
荃灣西站開經：大河道、青山公路－荃灣段、國瑞路、德士古道北、德士古道、青荃路、担杆山交匯處、青敬路、長安巴士總站、担杆山路、担杆山交匯處、楓樹窩路、青衣碼頭巴士總站、楓樹窩路、青衣鄉事會路、涌美路及青康路。

### 沿線車站
| 青衣（長青邨）開 | 青衣（長青邨）開        | 青衣（長青邨）開        | 荃灣西站開 | 荃灣西站開              | 荃灣西站開              |
| 車站             | 車站名稱                | 位置                    | 車站       | 車站名稱                | 位置                    |
| ---------------- | ----------------------- | ----------------------- | ---------- | ----------------------- | ----------------------- |
| 1                | 長青巴士總站            | 長青巴士總站            | 1          | 荃灣西站巴士總站        | 荃灣西站公共運輸交匯處  |
| 2                | 青盛苑                  | 青康路                  | 2          | 大河道                  | 大河道                  |
| 3                | 長康邨康順樓            | 涌美路                  | 3          | 眾安街                  | 青山公路－荃灣段        |
| 4                | 職安健學院              | 涌美路                  | 4          | 大窩口站                | 青山公路－荃灣段        |
| 5                | 長康邨康富樓            | 涌美路                  | 5          | 青衣轉車站-長安巴士總站 | 青衣轉車站-長安巴士總站 |
| 6                | 青衣警署                | 青衣鄉事會路            | 6          | 楓樹窩體育館            | 楓樹窩路                |
| 7                | 青衣碼頭                | 青衣碼頭巴士總站        | 7          | 青衣邨宜業樓            | 楓樹窩路                |
| 8                | 綠悠雅苑                | 楓樹窩路                | 8          | 綠悠雅苑                | 楓樹窩路                |
| 9                | 青衣邨宜業樓            | 楓樹窩路                | 9          | 青衣碼頭                | 楓樹窩路                |
| 10               | 楓樹窩體育館            | 楓樹窩路                | 10         | 翠怡花園                | 青衣鄉事會路            |
| 11               | 青衣轉車站-長安巴士總站 | 青衣轉車站-長安巴士總站 | 11         | 長青邨青梅樓            | 涌美路                  |
| 12               | 眾安街                  | 青山公路－荃灣段        | 12         | 長康邨康富樓            | 涌美路                  |
| 13               | 大河道                  | 大河道                  | 13         | 長康邨康盛樓            | 涌美路                  |
| 14               | 荃灣西站巴士總站        | 荃灣西站公共運輸交匯處  | 14         | 長康邨康豐樓            | 涌美路                  |
|                  |                         |                         | 15         | 長康邨康祥樓            | 青康路                  |
| 16               | 青盛苑                  |                         |            |                         | 青康路                  |
| 17               | 長青巴士總站            | 長青巴士總站            |            |                         |                         |

## 第一代43B線
第一代43B線於1979年5月21日起投入服務，往來長青及青衣碼頭，翌年6月1日起停止服務。

## 使用狀況
此路線初時為青衣南往返荃灣的主要路線，但與之重疊的243M線投入服務後，因路線較後者迂迴（此路線需繞經青衣碼頭）及未能到達荃灣站一帶，除非必須前往荃灣西站，乘搭此路線的乘客大部分是喜歡「搭平車」或「見車上車」。

## 外部連結
九巴
- 九龍巴士43B線 （页面存档备份，存于）

其他
- i-busnet.com （页面存档备份，存于）
- 681巴士總站 （页面存档备份，存于）